# Česká národní bibliografie
Česká národní bibliografie je národní bibliografie, která zaznamenává a popisuje dokumenty vydané v jednotlivé zemi. Z hlediska časového určení se rozděluje na národní retrospektivní bibliografii a národní souběžnou bibliografii. Cílem národní bibliografie je na profesionální bázi zaregistrovat všechny dokumenty - literární produkci určitého národa či státu bez ohledu na obor. Souběžná registrující národní bibliografie je úkolem národní bibliografické agentury, v České republice je jí Národní knihovna ČR. 
Česká národní bibliografie (ČNB) je databáze Národní knihovny ČR, vznikla v roce 1995, obsahuje záznamy dokumentů vydaných na území České republiky. Jedná se o záznamy dokumentů zaslaných do Národní knihovny České republiky jako povinný výtisk.
Národní knihovna České republiky plní povinnost povinného výtisku na knihy již od 20. let 20. století. Postupem času se měnilo složení České národní bibliografie a přibývaly nové typy dokumentů. Od roku 1996 je vydávána v elektronické podobě.
Česká národní bibliografie je volně dostupná prostřednictvím internetu na webových stránkách Národní knihovny České republiky.
Jedná se o součást online katalogu NK ČR. Neobsahuje však záznamy, které najdete v samostatných databázích - Databázi národních autorit NK ČR (AUT) a databázi Články v českých novinách, časopisech a sbornících (ANL).
Národní knihovna ČR, Odbor zpracování fondů, je garantem vydávání České národní bibliografie (ČNB) a přidělování jednoznačného identifikátoru Čísla ČNB. Do roku 1999 vycházela ČNB tiskem, poté do roku 2008 na CD/DVD a nyní je dostupná online databáze Česká národní bibliografie, do níž byly převedeny záznamy ze starších vydání.
Novinky České národní bibliografie jsou vystavovány měsíčně, dostupné jsou na webu.

## Obsah databáze
Databáze se doplňuje i zpětně, její jádro tvoří:
České knihy
Bibliografické záznamy knih vydaných od r. 1901, postupně je doplňována i produkce z období 1801-1900. Do báze není zahrnuta firemní literatura a drobné tisky. Na databázi spolupracují tři největší české knihovny - Národní knihovna ČR, Moravská zemská knihovna a Vědecká knihovna v Olomouci. Do databáze jsou doplňovány záznamy dalších krajských knihoven.
Česká periodika
Bibliografické záznamy novin a časopisů. V relativní úplnosti od roku 1990.
Grafické dokumenty
Bibliografické záznamy plakátů, reprodukcí, pohlednic, kalendářů, učebních pomůcek a her od roku 1992.
Hudebniny
Bibliografické záznamy hudebnin od roku 1994. Bibliografické záznamy produkce z dřívějších let jsou postupně doplňovány.
Kartografické dokumenty
Bibliografické záznamy map, plánů od roku 1994. Databáze je výsledkem spolupráce Národní knihovny ČR, Moravské zemské knihovny a Vědecké knihovny v Olomouci.
Zvukové záznamy
Bibliografické záznamy kompaktních desek, gramofonových desek a magnetofonových kazet od roku 1992.
Elektronické zdroje
Bibliografické záznamy elektronických zdrojů vydaných na území České republiky od roku 1996.